# Ulla Blomstrand
Ulla Märta Blomstrand, född 5 mars 1937 i Högalids församling, Stockholm, död 6 april 2024, var en svensk skådespelare.
Hon började sin bana som skådespelare 1956 hos Pionjärteatern som spelade på fångvårdsantaler och sjukvårdsinrättningar runt om i landet. Den första uppsättning hon medverkade i var pjäsen Fyrklöver med Hans Bendrik och Gurie Nordwall i regi av Artur Hulting. 
Blomstrand var gift med skådespelaren Tord Peterson till dennes död. Hon är gravsatt på Sandsborgskyrkogården i Stockholm.

## Filmografi
- 1956 – Suss gott
- 1958 – Att vara ung
- 1961 – Svenska flickor i Paris
- 1966 – Här har du ditt liv
- 1971 – Is
- 1971 – Här ligger en hund begraven (TV-serie)
- 1974 – Brända tomten
- 1974 – Kvarteret Oron (TV-serie)
- 1975 – Jourhavande (TV-serie)
- 1976 – Raskens (TV-serie)
- 1976 – Väninnorna
- 1977 – Mackan
- 1977 – Lära för livet (TV-serie)
- 1978 – Peters baby (TV-serie)
- 1979 – Godnatt, jord (TV-serie)
- 1981 – Vårt dagliga bröd (TV-film)
- 1986 – Torkhuven

## Teater

### Roller (ej komplett)
| År   | Roll                       | Produktion                                                                            | Regi          | Teater                   |
| ---- | -------------------------- | ------------------------------------------------------------------------------------- | ------------- | ------------------------ |
| 1959 | Brita, piga hos Kummellund | Rika morbror August Blanche                                                           | Lars Hofgård  | Munkbroteatern           |
| 1960 | Eva                        | Aina Sara Lidman                                                                      | Rune Carlsten | Riksteatern              |
| 1971 | Hovfolk                    | De vilda svanarna (De vilde Svaner) H.C. Andersen                                     | Fred Hjelm    | Stockholms stadsteater   |
| 1972 | Ingrid                     | Tillståndet Kent Andersson och Bengt Bratt                                            | Fred Hjelm    | Stockholms stadsteater   |
| 1978 |                            | Åh, vilket härligt krig! (Oh, What a Lovely War!) Charles Chiltom och Joan Littlewood | Jan Lewin     | Helsingborgs stadsteater |

### Fotnoter
1. ↑  ”Fonus minnessidor”. https://minnessidor.fonus.se/memorial_page/memorial_page_personal_info.php?order_id=4310224&set_site_id=2&cat=home&sign=c420df310016fa0b51313f8fec453e27.
2. ↑  ”Ulla Blomstrand”. Svensk Filmdatabas. https://www.svenskfilmdatabas.se/sv/item/?type=person&itemid=66458. Läst 17 oktober 2012.
3. ↑  ”Blomstrand, Ulla Märta”. SvenskaGravar.se. https://www.svenskagravar.se/gravsatt/a1033f9a-a941-408e-9401-5992151b2c75. Läst 18 september 2024.
4. ↑  Ebbe Linde (3 oktober 1959). ”Blanchepremiär på Munkbroteatern”. Dagens Nyheter:  s. 16. https://arkivet.dn.se/tidning/1959-10-03/268/16. Läst 7 augusti 2018.